# مید-سیتی نیواورلئان
مید-سیتی نیواورلئان (به انگلیسی: Mid-City New Orleans) یک منطقهٔ مسکونی در ایالات متحده آمریکا است که در لوئیزیانا واقع شده‌است. مید-سیتی نیواورلئان ۶٬۲۱۷ نفر جمعیت دارد.